# لایمن (کارولینای جنوبی)
لایمن(به انگلیسی: Lyman) شهری در ایالت کارولینای جنوبی کشور ایالات متحده آمریکا است که جمعیت آن در سرشماری سال ۲۰۱۰ میلادی، ۳٬۲۴۳ نفر بوده‌است.